# 玛莎·芬尼莫尔
玛莎·芬尼莫尔（1959年—）是一位美国建構主義國際關係學家，喬治·華盛頓大學艾略特国际事务学院教授，主要作品有《干涉的目的：武力使用信念的变化》（The Purpose of Intervention: Changing Beliefs about the Use of Force）等。